# Antriebsbatterie

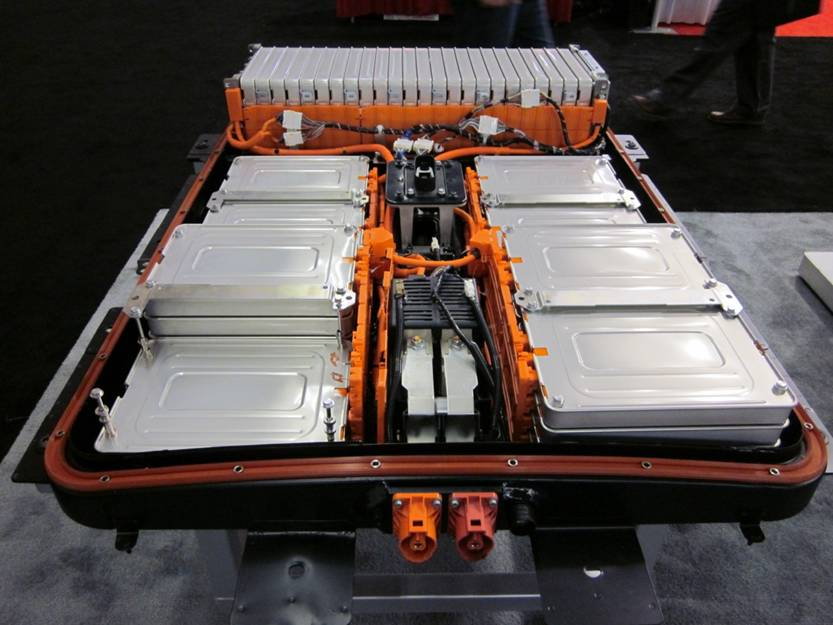
Antriebsbatterie des Elektroautos Nissan Leaf aus Zellenblöcken mit jeweils mehreren Einzelzellen

Eine Antriebsbatterie (auch als Traktionsbatterie, Zyklenbatterie oder Fahrbatterie bezeichnet und im deutschen Batteriegesetz BattG als Industriebatterie klassifiziert) ist ein elektrischer Energiespeicher, der in einem Elektrofahrzeug den für den Vortrieb sorgenden Elektromotor mit elektrischer Energie versorgt. Dazu zählen auch Puffer-Batterien in Brennstoffzellenfahrzeugen und bei Hybridantrieben. Eine Antriebsbatterie besteht aus mehreren Batteriezellen (Akkumulatoren), einem Batteriemanagementsystem (BMS) und meist einem System zur Kühlung und Heizung (Thermomanagement).

## Allgemeines
Bei Elektroautos sind Nennspannungen von mehreren Hundert Volt Gleichspannung (daher auch die Bezeichnung Hochvolt-Speicher), die in einer gewissen Relation zu den üblichen elektrischen Spannungen in Dreiphasenwechselstromnetzen stehen können, durchaus gängig. Höhere Batterie-Nennspannungen (oberhalb von 400 Volt, hineingehend bis in den Bereich von 1000 Volt Gleichspannung) sind in batterieelektrisch angetriebenen High-Performance-Autos ebenso wie in Batteriebussen und Elektrolastkraftwagen keine Seltenheit. Für Pedelecs und Elektromotorroller sind Spannungen von 24, 36 und 48 Volt üblich. Bei Gabelstaplern und anderen Flurförderfahrzeugen mit Elektroantrieb werden häufig Bleibatterien mit 80 Volt Nennspannung eingesetzt, die zugleich dem Gewichtsausgleich dienen und oftmals als Traktionsbatterien (Batterien für Traktionsanwendungen) bezeichnet werden. Solche Traktionsbatterien sind – anders als Starterbatterien für Kraftfahrzeuge – nicht auf höchste Leistungsdichte ausgelegt, sondern auf hohe Zyklenfestigkeit, und daher anders aufgebaut.
Verbraucher wie Licht, Scheibenwischer, Radio, Fernbedienung usw. werden bei Elektrofahrzeugen üblicherweise nicht aus der Hochvolt-Antriebsbatterie versorgt, sondern durch ein übliches 12- oder 48-Volt-Bordnetz mit kleinem elektrischem Energiespeicher ähnlich der Starterbatterie in herkömmlichen Kraftfahrzeugen. Während Starterbatterien mit der Karosserie verbunden sind („Minuspol an Masse“), werden Antriebsbatterien mit höherer Spannung in Kraftfahrzeugen isoliert zur Karosserie eingebaut.
Antriebsbatterien von Elektro- und Hybridfahrzeugen gehören nach dem Batteriegesetz zur Klasse der Industriebatterien und nicht zur Klasse der Fahrzeugbatterien.

## Geschichte

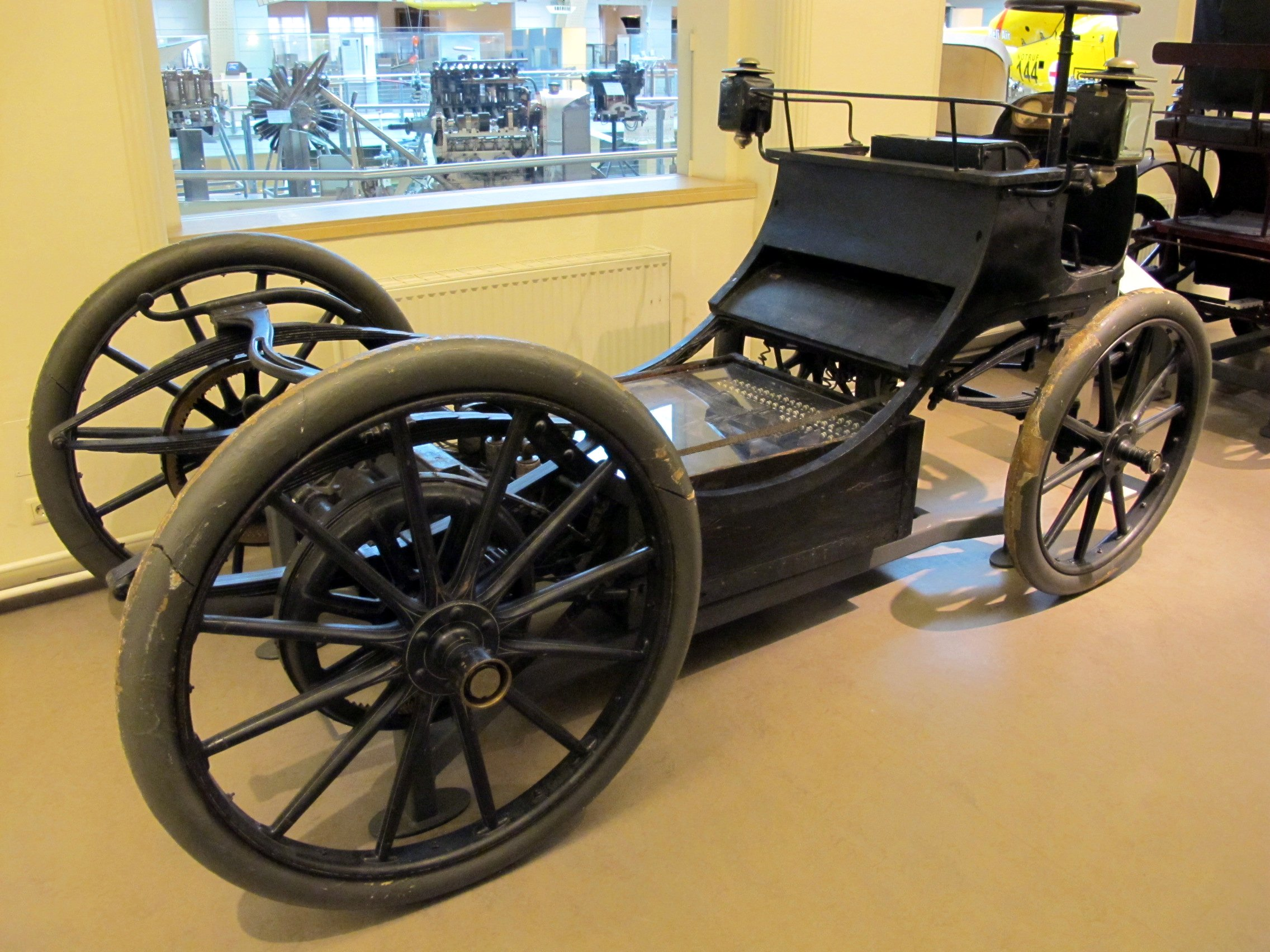
Antriebsbatterie im Egger-Lohner-Elektromobil, Baujahr 1899

Nachdem die Elektrizität Anfang des 19. Jahrhunderts für die Nachrichtenübertragung eingesetzt wurde, waren um 1837/1838 auch die Grundlagen für einen elektromotorischen Antrieb bekannt und der Elektromotor einsatzfähig entwickelt. 1854 wurde von Wilhelm Josef Sinsteden und darauf aufbauend 1859 von Gaston Planté der Bleiakkumulator entwickelt.
Eine Anordnung aus sechs dieser Zellen mit einer Nennspannung von jeweils 2 Volt und spiralförmig gewickelten Bleiplatten bildeten 1881 im Trouvé Tricycle von Gustave Trouvé die erste Antriebsbatterie (Nennspannung 12 Volt) für den Antrieb des autarken Elektrofahrzeuges ohne Schienen oder Kabelbindung. Geregelt wurde lediglich durch Schließen oder Öffnen des Stromkreises. Allerdings besaß das Trouvé Tricycle noch die Tretkurbeln des als Basis dienenden Dreirades.
Wenige Monate später war 1882 das Elektrodreirad von Ayrton & Perry nicht nur ohne Tretkurbeln und mit elektrischer Beleuchtung, sondern auch mit einer verbesserten Antriebsbatterie unterwegs. Die zehn Bleizellen speicherten bei einer Nennspannung von 20 Volt 1,5 kWh und konnten einzeln zu- und abgeschaltet werden, was eine Leistungs- und Geschwindigkeitsregulierung ermöglichte. Schon bei den ersten Fahrzeugen wurde dabei die schwere Antriebsbatterie möglichst tief angeordnet, um so Stabilität und Fahrverhalten zu verbessern.
Während aber bei den ersten Fahrzeugen die Akkumulatorzellen noch offen platziert waren, baute man bei den ersten Elektroautos (ab 1888) die Antriebsbatterie schon in spezielle Gehäuse bzw. verkleidete sie. Die Accumulatoren-Fabrik Tudorschen Systems Büsche & Müller OHG (heute bekannt als Varta AG) stellte 1888 als erstes Unternehmen in Deutschland Bleiakkumulatoren industriell her. Im Eisenbahnbereich wurde der Wittfeld-Akkumulatortriebwagen mit diesen Akkus betrieben. Um 1900 erfolgten erfolgreiche Versuche, um Binnenschiffe mit Einsatz von Akkumulatoren elektrisch anzutreiben. Als Ergebnis hat die Watt-Akkumulatoren-Werke A. G. als Nachfolgegesellschaft einer Studiengesellschaft die Ziegel-Transport-Aktiengesellschaft (ZTG) in Zehdenick gegründet. Die E-Motoren von über 100 Binnenschiffen wurden von Akkumulatoren gespeist und versorgten Berlin mit Ziegelsteinen. Vor dem Hintergrund heutiger Bestrebungen interessant ist dabei, dass die Akkus dieser Schiffe mit Strom aus Wasserkraft der Havel geladen wurden.

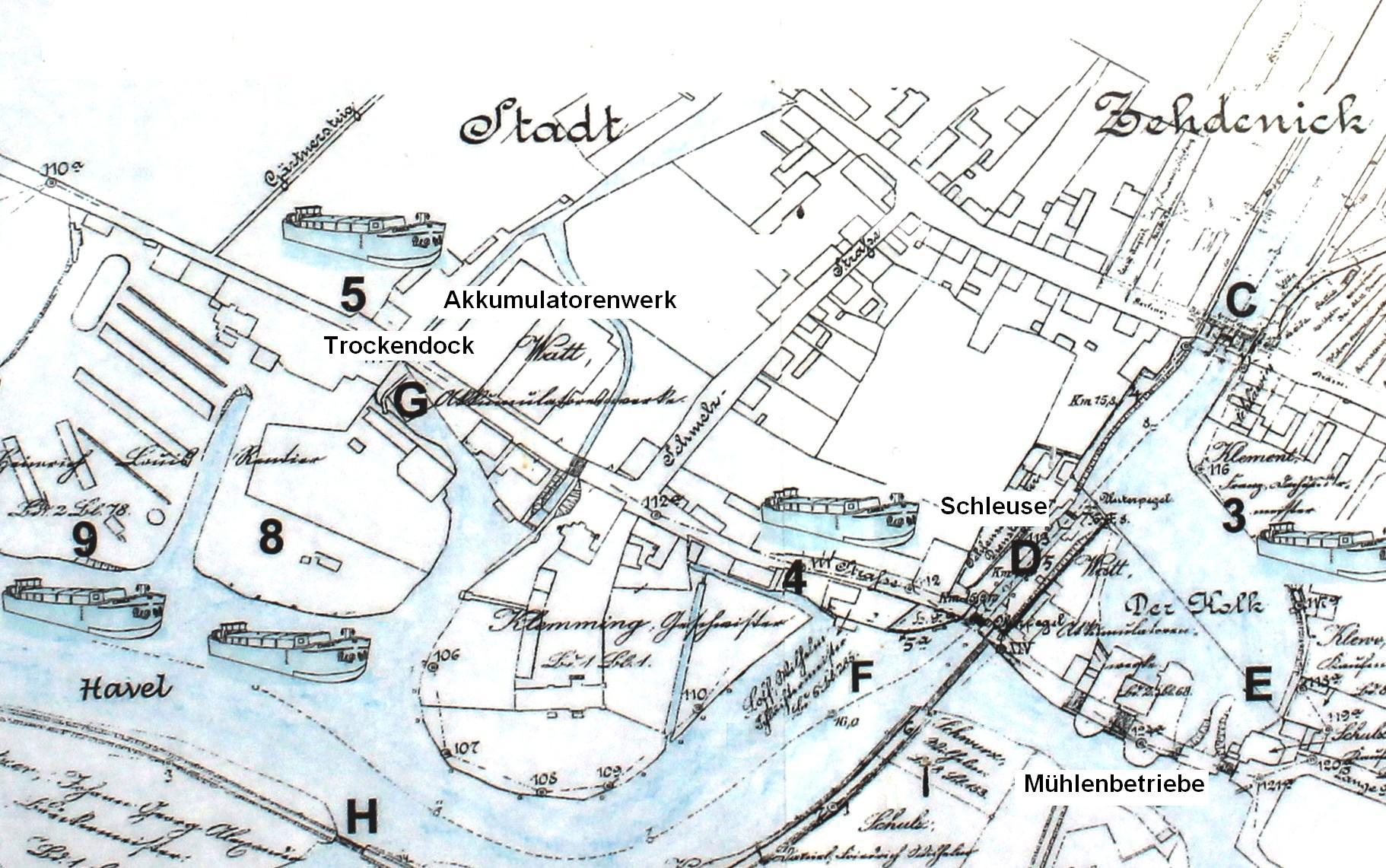
Plan von Zehdenick mit Trockendock und Akkufabrik um 1900

Mit dem um 1900 entwickelten Nickel-Eisen-Akkumulator (Thomas Edison) und dem von dem Schweden Waldemar Jungner entwickelten Nickel-Cadmium-Akkumulator standen alternative Zellchemien für Antriebsbatterien zur Verfügung. Der NiFe-Akku wurde nachweislich in verschiedenen Automobilen eingesetzt und besitzt eine sehr hohe Lebensdauer. Jay Leno in den USA besitzt einen Baker Electric, bei dem die Nickel-Eisen-Akkus nach fast 100 Jahren noch immer funktionsfähig sind. Henry Ford entwickelte das Ford Modell T auch als Elektrofahrzeug. Er hatte schon 150.000 Nickel-Eisen-Akkumulatoren bei Edison bestellt, als seine Abteilung für Elektromobile in Flammen aufging.
Die Erfindung des elektrischen Motoranlassers, durch den mithilfe einer Starterbatterie der Verbrennungsmotor ohne körperliche Anstrengung gestartet werden konnte, leitete den Niedergang der ersten Blütezeit der Elektroautomobile ein, in dessen Folge auch die Akkumulator- und Batterieentwicklung stagnierte. Bis zum Ende des 20. Jahrhunderts bildeten zyklenfeste Bleiakkumulatoren praktisch den Standard für Antriebsanwendungen. Dazu zählten unter anderem U-Boote, Akkutriebwagen, Industriefahrzeuge wie Gabelstapler und Lastkarren, aber auch elektrische Rollstühle. Französische Hersteller produzierten in den 1990er Jahren mehrere tausend straßenzugelassene Fahrzeuge mit Nickel-Cadmium-Akkumulatoren. Als 1990 durch die CARB-Gesetzgebung in Kalifornien die Kraftfahrzeughersteller gezwungen werden sollten, stufenweise emissionsfreie Fahrzeuge anzubieten, erhielt die Akkumulatorforschung wieder starke Impulse.
Während beispielsweise in den ersten Antriebsbatterien des General Motors EV1 noch die verfügbaren und preiswerten Bleiakkumulatoren zum Einsatz kamen, (26 Blöcke mit einer Gesamtkapazität von 16,3 kWh und einer Nennspannung von 312 Volt), wurden in der zweiten Ausführung die von Stanford Ovshinsky serienreif entwickelten Nickel-Metallhydrid-Akkumulatoren eingesetzt. Die Antriebsbatterie war dabei fest in einem Mitteltunnel im Fahrzeugboden verbaut, was zu einer hohen Crashsicherheit und sehr guten Fahreigenschaften beitrug.
Während die Natrium-Schwefel-Batterie für den BMW E1 oder die für den Hotzenblitz angekündigte Zink-Brom-Batterie nie Serienreife erlangten, verhalf die für die „Mercedes-Benz A-Class electric“ weiterentwickelte Natrium-Nickelchlorid-Zelle (Zebra-Batterie) dem Fahrzeug nicht nur zu einer praktischen Reichweite von über 200 km, sondern auch zu Anwendungen beim Militär und in der Raumfahrt. Interessant ist bei diesem Fahrzeug auch die kompakte Blockanordnung, die die Montage der gesamten Antriebsbatterie in einem Stück von unten ermöglichte und auch zur hohen Sicherheit für die automotive Anwendung beitrug.
Auch die Grundlagen der Zellchemie für Lithium-Ionen-Akkumulatoren wurden in dieser Zeit gelegt. Allerdings stoppte die Automobilindustrie nach der Lockerung der CARB-Gesetze diese Aktivitäten, sodass Lithium-Ionen-Akkumulatoren erst im 21. Jahrhundert als Antriebsbatterien Bedeutung erlangten. Heute zählen die verschiedenen Varianten als Hoffnungsträger für deutliche Verbesserungen beim Leistungsgewicht und der Belastbarkeit.

## Physikalisch-technische Eigenschaften

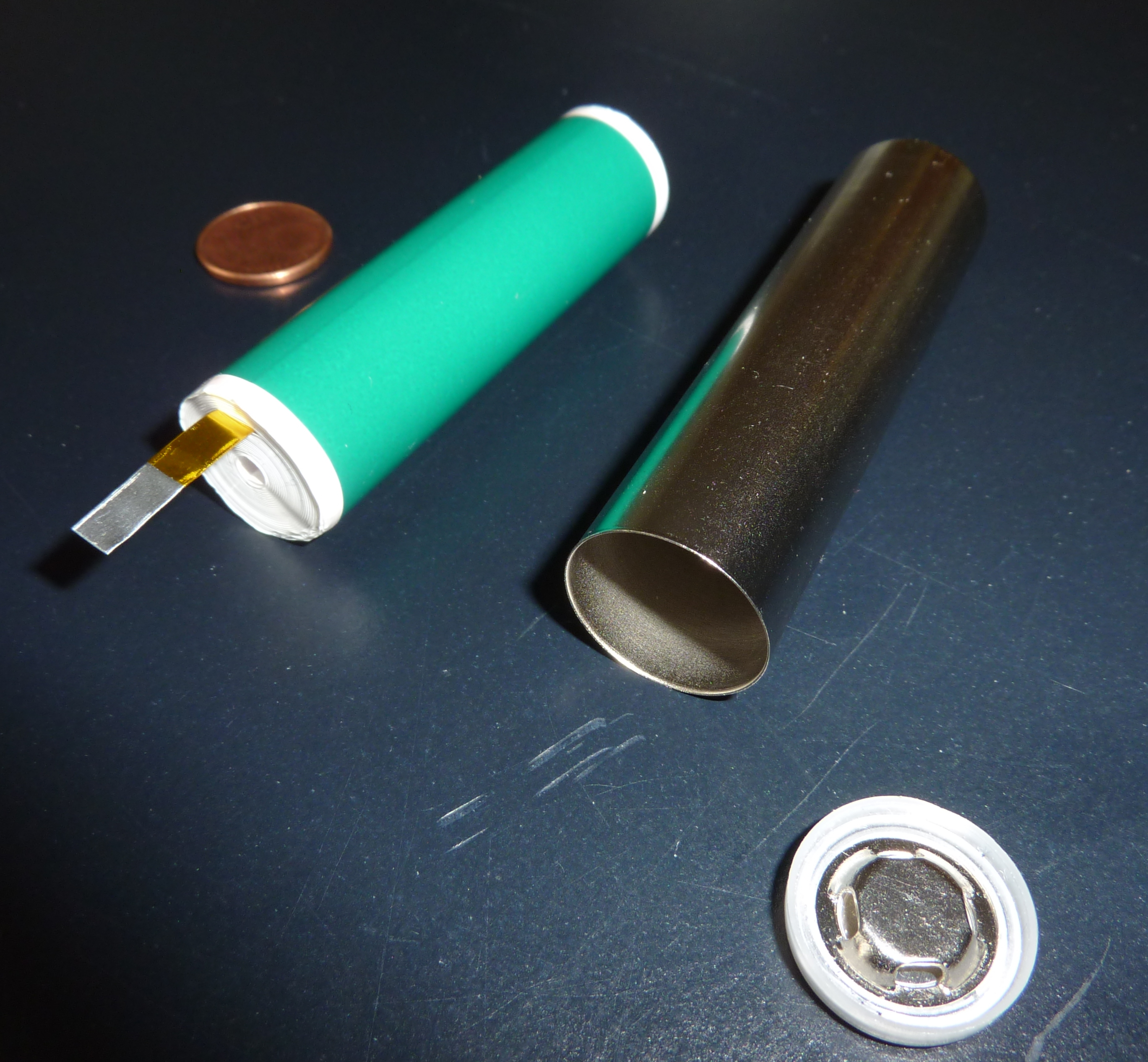
Zylindrische Zelle (18650) vor dem Zusammenbau. Einige Tausend davon bilden den Akku des Tesla Model S (siehe Gigafactory).

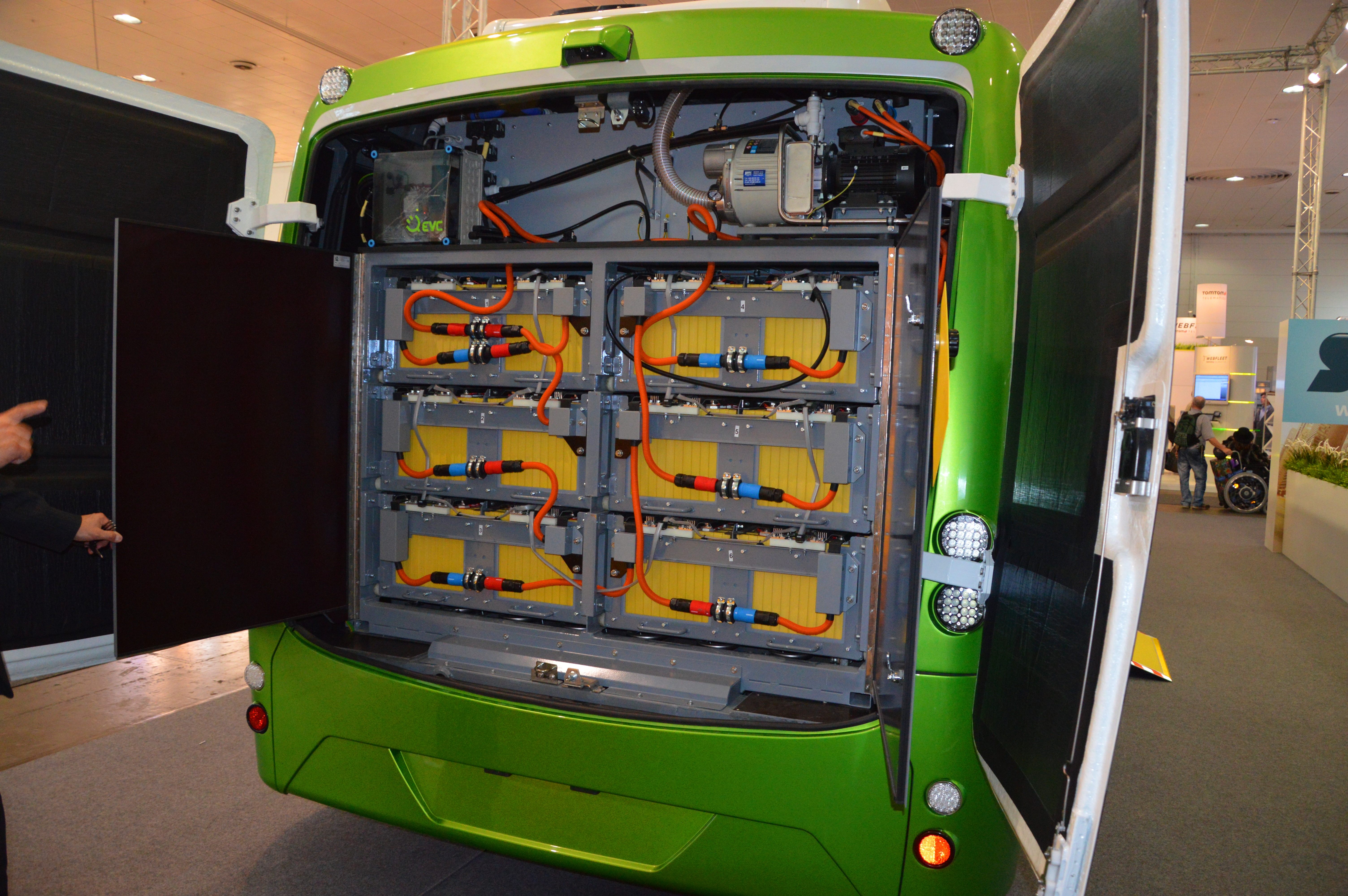
Batteriemodule im Heck eines Batteriebusses

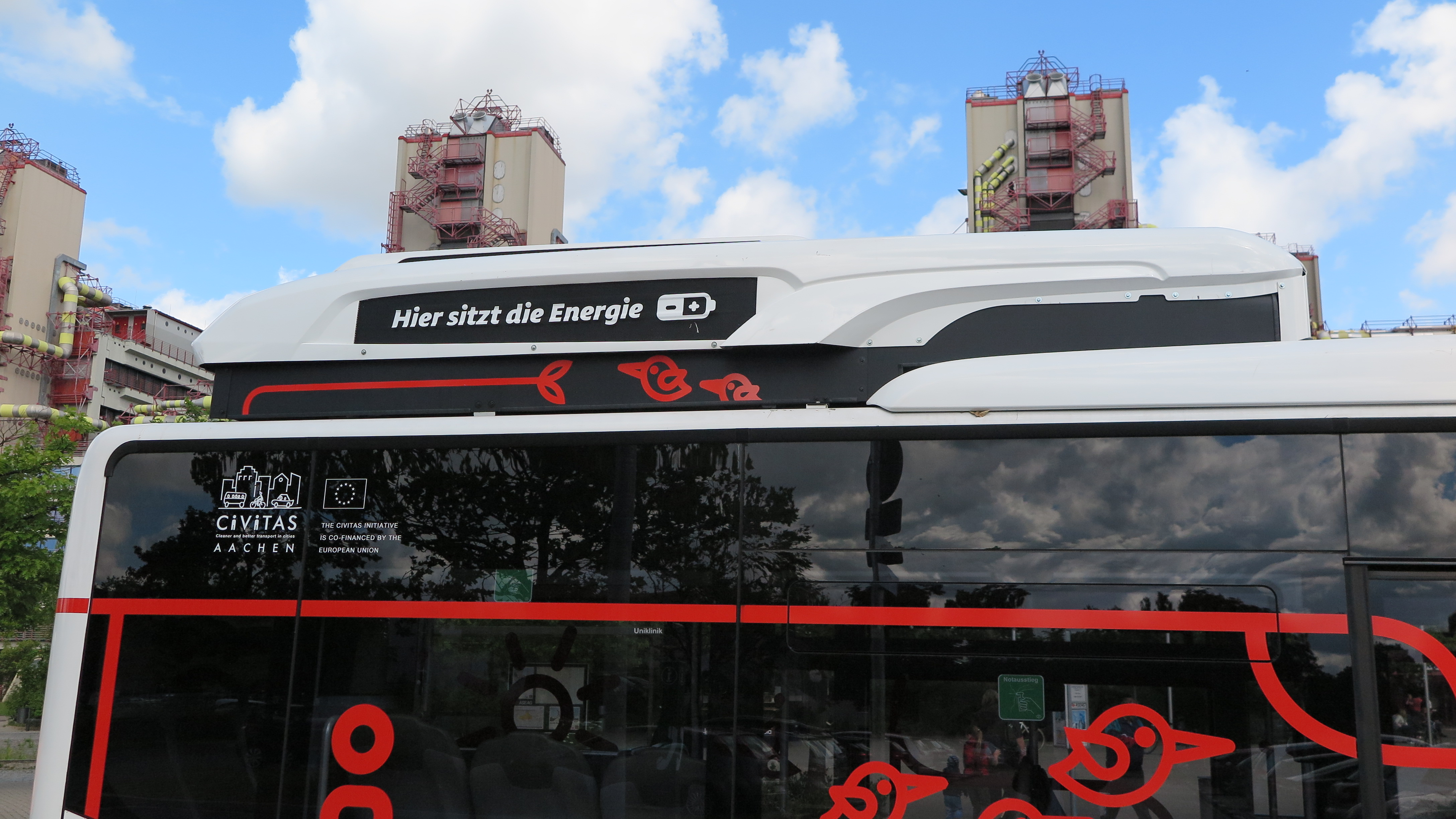
Akkuzellen auf dem Dach eines Batteriebusses

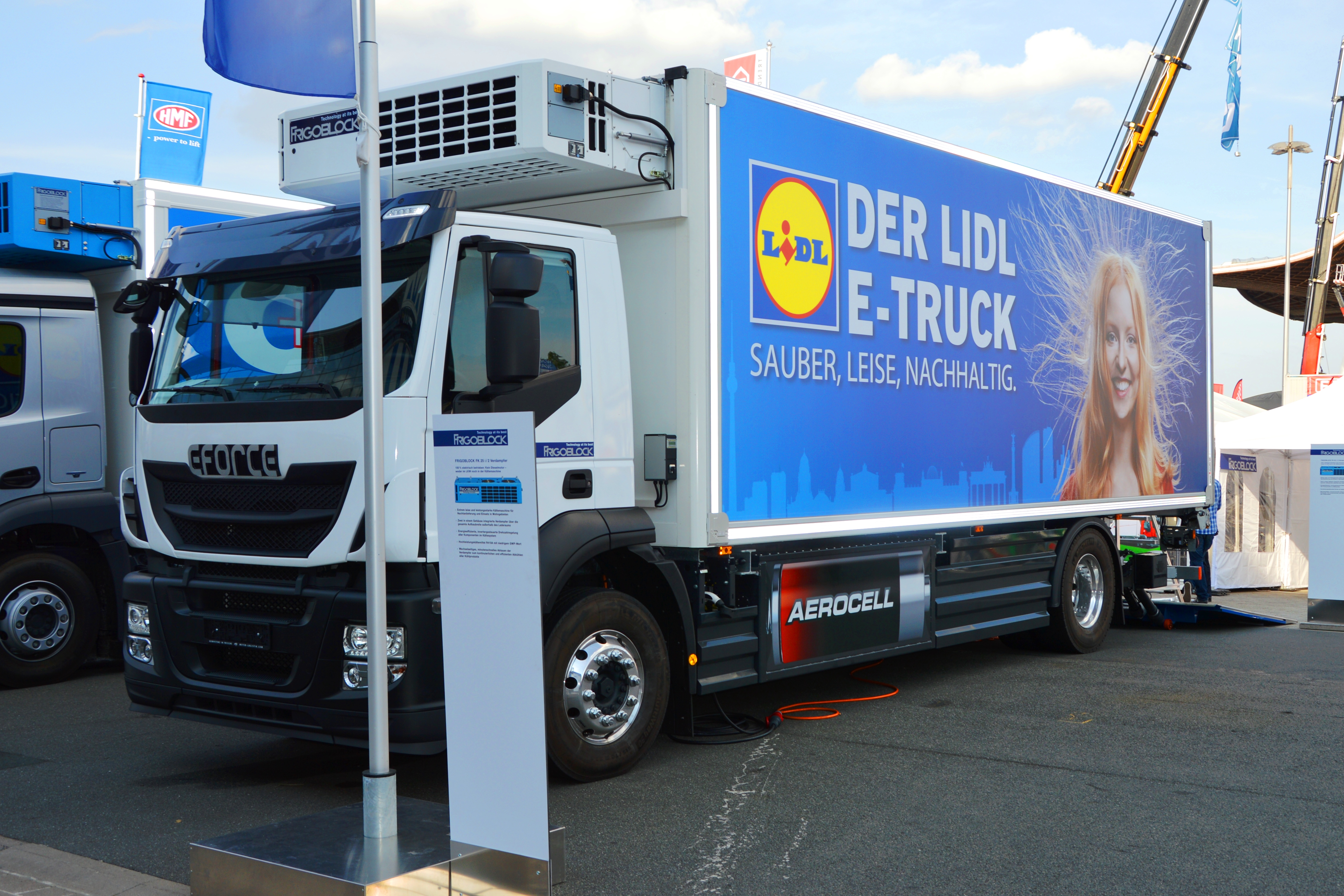
Elektrolastkraftwagen e-Force One

Im Vergleich zu Gerätebatterien bzw. Konsumerzellen besitzen die Zellen einer Antriebsbatterie eine vielfach höhere Kapazität. Außerdem werden sie von verschiedenen Herstellern in verschiedenen Bauformen, teils auf Kundenwunsch entwickelt und hergestellt. Standardisierte Baugrößen gibt es nicht. Üblich sind sowohl Rundzellen, bei denen die Elektroden stab- und becherförmig ausgeführt sind, zum Beispiel Produkte von A123 Systems, als auch prismatische Zellen mit plattenförmiger Elektrodenanordnung, zum Beispiel Zellen der Firma Winston Battery.
Es werden hochstromfeste, zyklenfeste Akkumulatorsysteme verwendet, die in der Lage sind, elektrische Energie je nach Fahrzustand abzugeben oder aufzunehmen und viele Lade-Entlade-Zyklen zu überstehen. Im Gegensatz zu Starterbatterien können beispielsweise Blei-Antriebsbatterien durch spezielle Ausführung der Bleigitter und Separatoren bis zu 80 % tiefentladen werden, ohne Schaden zu nehmen.
Während Blöcke für Blei-Pkw-Starterbatterien bei 12 V bzw. 24 V Kapazitäten von 36 bis 80 Amperestunden (Ah) haben, werden für Gabelstapler Zellen mit Kapazitäten von 100 bis über 1000 Ah zusammengeschaltet, um Betriebsspannungen von beispielsweise 24 bis 96 Volt, für Elektroautos bis zu mehreren hundert Volt zu erreichen. Die Baugrößen sind dementsprechend teils erheblich größer.
Höhere Spannungen reduzieren die fließenden Ströme und sollen so unter anderem die ohmschen Verluste in den Leitungen und die thermischen Verluste bei Lade- und Entladevorgängen vermindern sowie das Gewicht (Kabel) verringern.
Durch serielle Zusammenschaltung von Einzelzellen ergibt sich die Versorgungsspannung. Durch Vergrößerung der Baugröße der Zellen oder durch Parallelschaltung von Zellen kann die Speicherkapazität und Strombelastbarkeit erhöht werden. Das Produkt aus Spannung (V) und elektrischer Ladung/galvanischer Kapazität der Einzelzellen/parallel geschalteten Zellen (Ah) ergibt den Energiegehalt der Antriebsbatterie.

### Anforderungen beim Einsatz in Fahrzeugen
Die mobile Anwendung der Antriebsbatterien bedingt höhere Sicherheitsanforderungen im Vergleich zur stationären Verwendung. So muss vor allem die Sicherheit bei mechanischen Einwirkungen nachgewiesen werden. Erreicht wird dies durch Verwendung sicherer Zellchemien (beispielsweise Lithium-Eisenphosphat-Akkumulatoren) mit oft schlechteren elektrischen Kennwerten, die sichere konstruktive Gestaltung der Unterbringung im Fahrzeug (beispielsweise crashgetestete Batterietröge im Unterboden) und auch eine Kombination beider Methoden. Wie stark der Einfluss der Sicherheitsanforderungen bei Antriebsbatterien ist, kann am Beispiel des verzögerten Produktionsstarts des Opel Ampera nachvollzogen werden. Grund war die (erst mehrere Wochen) nach einem Crashtest in Brand geratene Antriebsbatterie des baugleichen Modells Chevrolet Volt.

### Unterschiedliche Anforderungen bei vollelektrischen und Hybrid-Fahrzeugen
Da vollelektrische Fahrzeuge die gesamte elektrische Energie für die Fortbewegung speichern, kommen Akkuzellen mit hoher Kapazität zum Einsatz, um Platzbedarf und Gewicht für die benötigte Energiemenge zu minimieren. Aufgrund der notwendigen Kapazität der Batterie (Zell- bzw. Modulgröße) ist die Strombelastbarkeit der Zellen für die Entlade- und Ladevorgänge in der Regel gegeben. Auch erfolgt die Belastung gleichmäßiger und mit geringeren Strömen bezogen auf die Akkukapazität als bei Hybridfahrzeugen.
In Hybridelektrofahrzeugen ist der Hauptteil der Antriebsenergie in Form von chemischer Energie (Kraftstoff) mitgeführt. Die Antriebsbatterie hat eine deutlich kleinere Kapazität. Sie speichert elektrische Energie für die Fortbewegung und nimmt Rekuperationsenergie der Nutzbremse auf. Dafür werden Hochstromzellen eingesetzt, die trotz geringerer Kapazität die notwendige (oftmals kurzzeitige) hohe Strombelastung bei gutem Wirkungsgrad und der benötigten Lebensdauer realisieren können.

### Nennkapazität, Belastbarkeit, Herstellerangaben
Die Nennkapazität ist die vom Hersteller unter festgelegten Kriterien zugesicherte, entnehmbare Energiemenge. Bei Kapazitätsvergleichen ist es wichtig, diese Kriterien zu beachten. So hat ein Akkumulator mit den Angaben 12 V / 60 Ah C3 eine höhere Kapazität als ein Akkumulator gleicher Baugröße mit Kennzeichnung C5 oder C20. Die Angabe Cx charakterisiert dabei die Entladedauer für die angegebene Kapazität in Stunden. Bei C3 können in drei Stunden gleichmäßiger Entladung 60 Ah entnommen werden, es sind also höhere Ströme möglich als bei C5 oder C20, was für den Einsatz als Antriebsakku wichtig ist, da die Ströme in der Praxis oftmals über diesen Messströmen liegen (Siehe auch C-Rate und Peukert-Gleichung).
Bei hochbelastbaren Lithium-Ionen-Akkumulatoren hat sich die Angabe der Strombelastbarkeit im Verhältnis zur Kapazität durchgesetzt. Dabei bedeutet dann beispielsweise für eine Zelle 3,2 V 100 Ah bei Standardentladung mit 0,5 C (oder auch 0,5 CA), dass die Kapazität mit einem Entladestrom von 50 A ermittelt wurde. Üblich sind Kapazitätsangaben bei 0,5 C oder 1 C, wobei die zulässige Dauerbelastbarkeit durchaus 3 C oder mehr (im Beispiel bei 3 C also 300 A), die kurzzeitige Belastung noch deutlich mehr (hier 20 CA, also 2000 A) betragen kann. Hierbei sinkt jedoch die beim geringeren Strom ermittelte Kapazität.
Statt die Kapazität (Amperestunden) einer Antriebsbatterie bzw. deren Einzelzellen anzugeben, wird meist der Energieinhalt (Kilowattstunden) des gesamten Akkus angegeben. So sind auch unterschiedliche Bauarten miteinander vergleichbar, da die nur technisch wichtige Nennspannung herausfällt. So benötigen Starterbatterien nur einen Energiegehalt von 0,5…1 kWh, Traktionsakkus für Gabelstapler haben beispielsweise 4,8…28,8 kWh und der Toyota Prius II (Hybridantrieb) hat einen Akkumulator mit einem Energieinhalt von 1,3 kWh. Elektroautos haben zehn- bis hundertfach größere Akkumulatoren.

### Thermomanagement
Viele Elektroautos besitzen ein System zum Kühlen und Heizen der Antriebsbatterie, um die Temperatur während der Fahrt oder vor dem Schnellladen in einen optimalen Bereich zu bringen.

### Bauformen

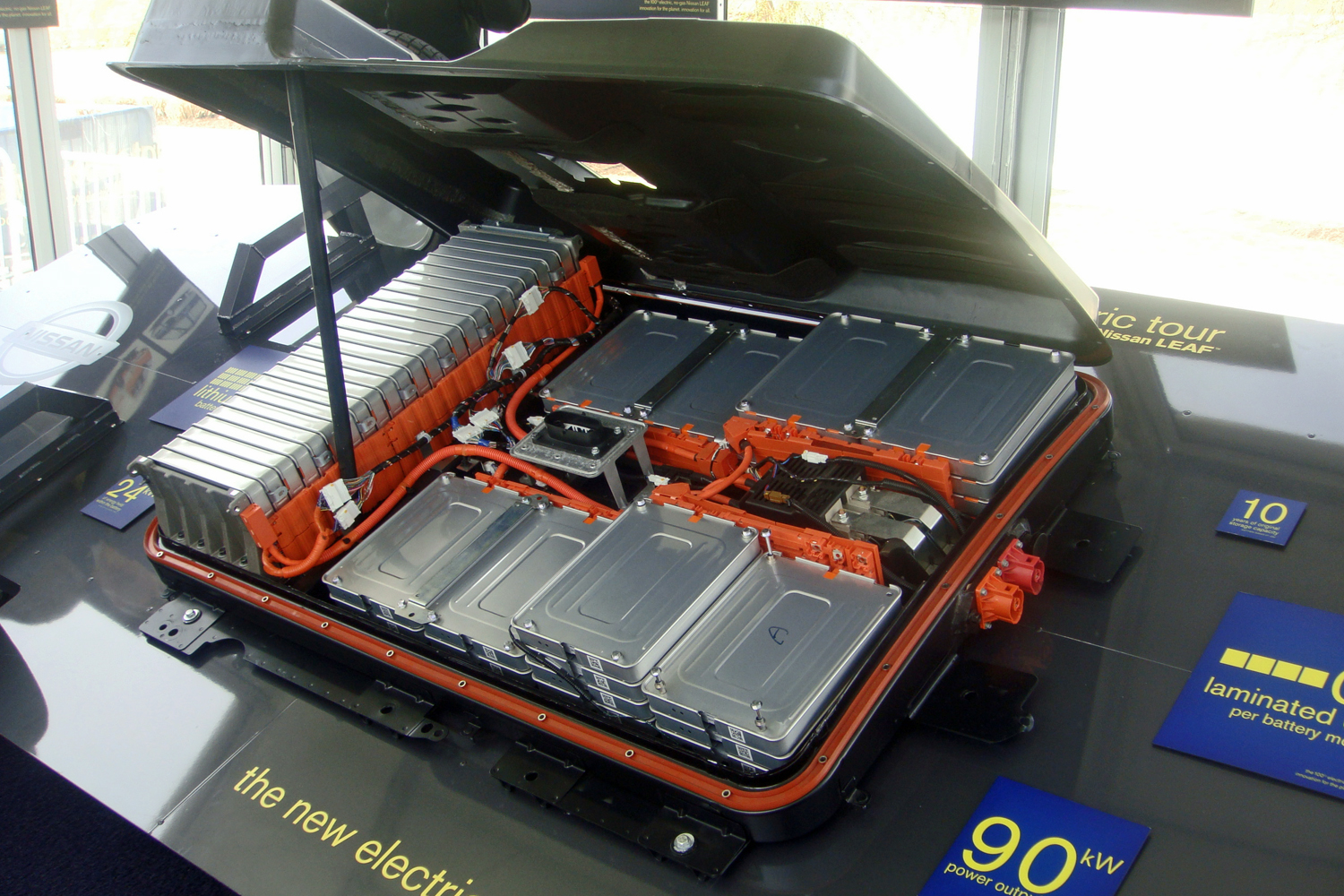
Batteriepack Nissan Leaf

Für den Akkupack von Antriebsbatterien für Elektrofahrzeuge gelten erweiterte Anforderungen. So muss die Sicherheit auch bei Crashs sichergestellt sein, wenn mehreren Zellen gleichzeitig in Brand geraten, aber auch wenn einzelne Zellen (etwa durch Qualitätsunterschiede) spontan thermisch durchgehen, soll dies nicht den ganzen Pack funktionsunfähig machen.
Für das Schnellladen von Batterien, insbesondere mittels High-Power-Charging (HPC) in den sich entwickelnden Schnellladenetzen, muss eine effektive Kühlung gewährleistet sein. Um an der Ladesäule schnell mit einer hohen Leistung laden zu können, konditioniert das Thermomanagement die Zellen bereits während der Anfahrt und wärmt sie gegebenenfalls vor.
Weiterhin sollten Antriebsbatterien bei ähnlichem Grunddesign für verschiedene Zellchemien einsetzbar sein, sodass ein Wechsel keine teure Umrüstung der Produktionsanlagen erfordert. Da sich Rohstoffpreise ständig ändern und ausschlaggebend für den Endpreis sind, kann dies für den wirtschaftlichen Erfolg von Antriebsbatterien entscheidend sein.
Mit dem Fortschritt bei Elektroautos setzte sich ein mehrstufiger Aufbau der Batteriepacks durch (beim Elektroauto häufiger anglisiert Pack als Paket). Dabei werden zylindrische oder prismatische Zellen (siehe Rundzelle und Pouch-Zelle) zuerst in Modulen zusammengefasst, diese werden wiederum in Reihe verschaltet, um die hohe Ausgangsspannung zu erreichen. Sie erhalten ein festes Gehäuse, dass gegen thermisches Durchgehen schützt. Die Module werden in einen Leiterrahmen eingestellt, üblich mit einem in der Mitte durchgehenden Kabelbaum, der die Module elektrisch anschließt. Der Rahmen ist fest genug für Crashs, wird von oben und unten mit Blechen versiegelt, sodass darin eine Kühlflüssigkeit zirkulieren kann. Am Rahmen befinden sich Überdruckventile, wenn einzelne Zellen durchgehen, und das Batteriemanagementsystem ist häufig mit dem Rahmen direkt verbunden.
Diese flacher Batteriepack lässt sich in den Unterboden eines Elektroautos einhängen und kann diesem gegebenenfalls selbst mehr Steifigkeit verleihen. Bei entsprechend konstruierten Fahrzeugen (siehe z. B. Better Place oder Nio) kann der Batteriepack in Batteriewechselstationen auch komplett ausgetauscht werden. Der Batteriepack kann für Reparaturen auch geöffnet werden, sodass Module ausgetauscht werden können. Da an einem Batteriepack viele Teile zum Einsatz kommen, die keine Energiespeicherung beinhalten, unterscheidet man bei der Energiedichte von Antriebsbatterien zwischen der Zell-Ebene und der Pack-Ebene (englisch cell-level und pack-level). Insbesondere bei der volumetrischen Energiedichte erreichen Rundzellen in Modulbauweise auf Pack-Ebene weniger als die Hälfte der Zell-Ebene.

#### Cell-to-Pack

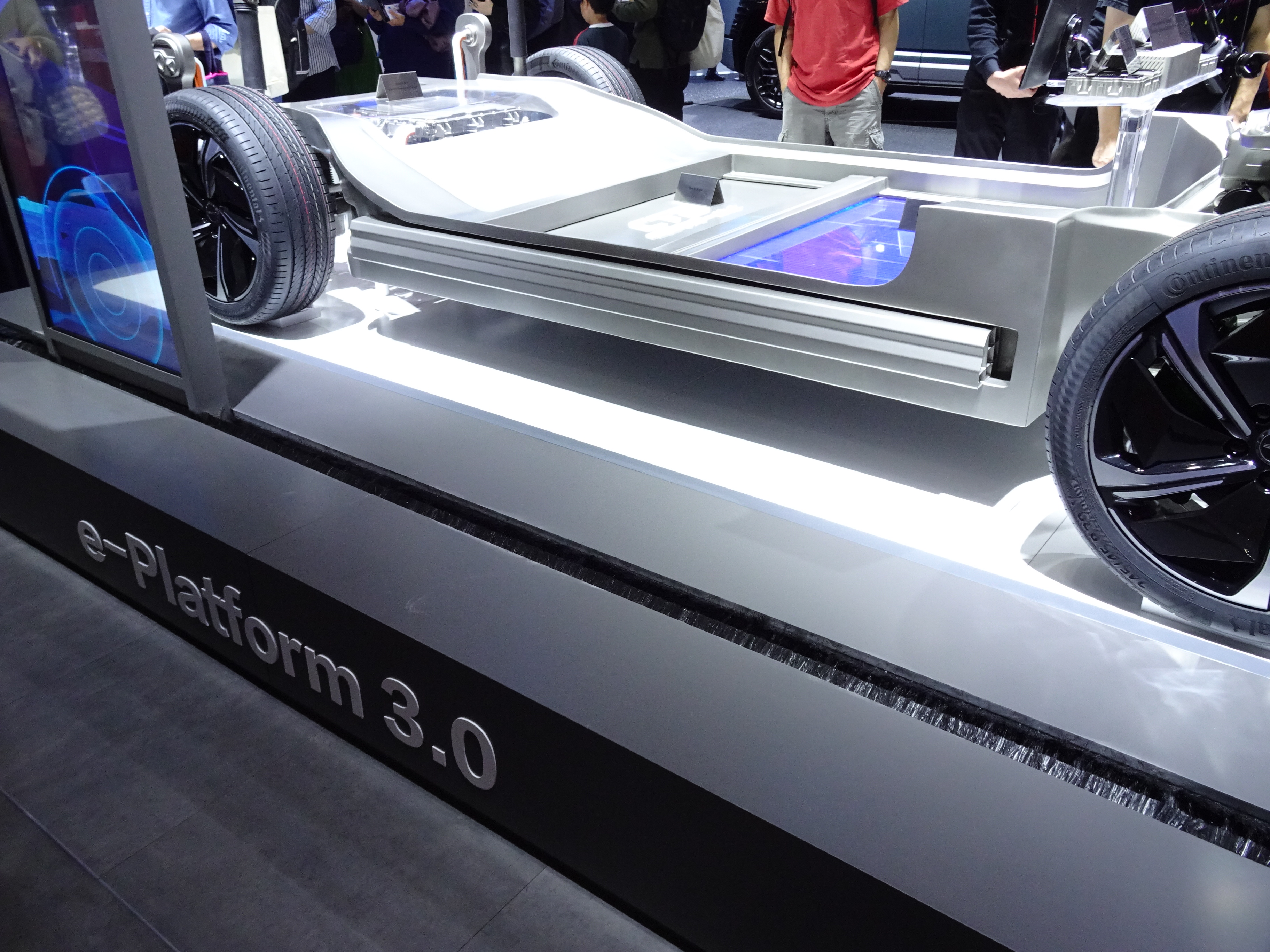
BYD e-Platform für CTC

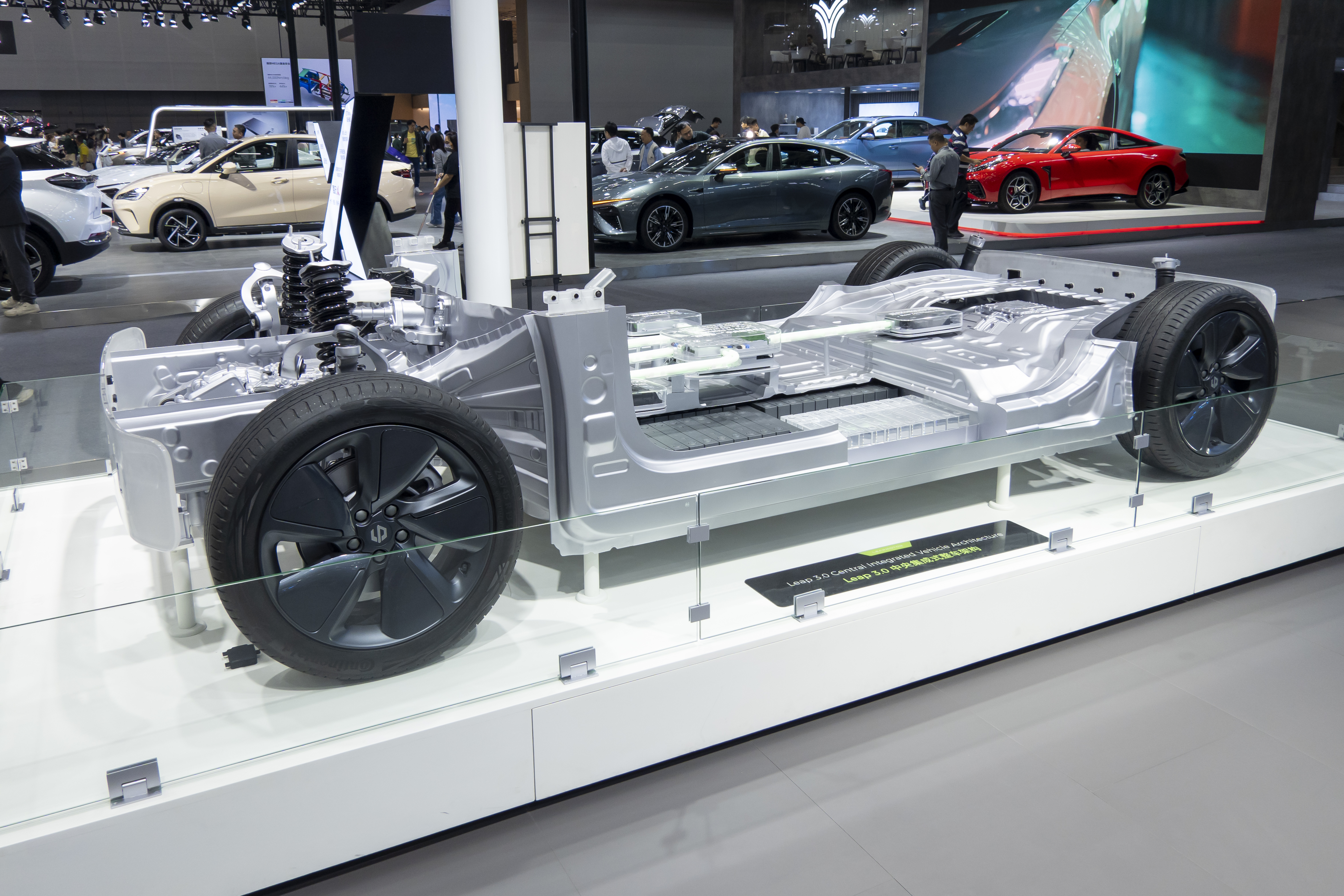
Leapmotor Leap 3.0 Fahrgestell

Mit der Fortentwicklung des Elektroautos zur Massenproduktion rückte die Reparaturfähigkeit der Antriebsbatterie als Anforderung nach hinten, da Zellen kaum noch spontan durchgehen. Auch die Zyklenfestigkeit stieg an, sodass ein Austausch der Batterie über ein Fahrzeugleben hinweg nicht mehr notwendig wurde. Hieraus entstanden Konstruktionsideen, den Batteriepack so zu bauen, dass er fest mit dem Fahrzeug verbunden ist, beziehungsweise ein Teil der Karosserie wird. Die Zellen werden damit in die Karosserie eingebaut (englisch cell-to-chassis – CTC). Im Zwischenschritt werden die Zellen unter Auslassung der Modulgruppen in das Gehäuse des Batteriepacks eingebaut (englisch cell-to-pack – CTP). Ab 2022 haben sich dabei drei Hauptvarianten von CTP herausgebildet.
- BYD Blade Batterie – die prismatischen Zellen mit verstärktem Gehäuse erstrecken sich über die gesamte Breite des Rahmens, die Kühlung erfolgt mit einer wasser-gefüllten Kühlplatte (cooling plate[15][16]) über den Zellen
- CATL Qilin Structural Battery – wasser-gefüllte quadratische Kühlrohre ziehen sich über die gesamte Breite des Rahmens, Pouch-Zellen dazwischen werden von beiden Seiten gekühlt, verbunden durch einen elastischen Streifen
- Tesla 4680 Structural Battery – die Gehäuse von Rundzellen werden untereinander verbunden, die eine thermische Ableitung erlauben, und jede zweite Reihe wird ein schlängelnder Kühlrohrstreifen (snake tube[17] für ribbon cooling[18]) eingelegt

Jede dieser Bauformen steigert die relative Energiedichte des Batteriepacks im Vergleich zur Zellebene, was ein wesentlicher Faktor für die Renaissance des LFP in den 2020er Jahren war. Jede dieser Bauformen hat zwar leichte Vor- und Nachteile, doch schon die Tesla-Variante erreicht 91 % der Energiedichte der verwendeten Rundzellen. BMW entwickelt eine Variante mit 4695 und 46120 Rundzellen für die Neue Klasse, wobei die CTP Structural Battery hier Pack-to-open-body heißt. Geely hat 2024 eine Variante der Blade Battery vorgestellt, mit halb so langen Zellen, genannt Short Blades, mit einem mittigen Längsträger im Batteriepack.
Die Cell-to-Chassis-Lösungen führen zu Fahrgestell-Platformen, die für den Einbau genannter CTP geeignet sind.
- BYD nennt das Fahrgestell CTB von cell-to-body. Der BYD Seal soll ab August 2024 darauf basieren, der dann auch elektrisch auf die „e-Platform 3.0 Evo“ wechselt.
- CATL nennt das Fahrgestell CIIC (CATL Integrated Intelligent Chassis). Erstkunde sollte Neta in Q3 2024 sein.[21] Ab Dezember 2024 wird das Fahrgestell „Bedrock“ vermarktet, ohne Fahrzeugmodelle zu nennen, die es einsetzen werden.[22]
- Tesla hat keinen eigenen Namen vergeben, und stattdessen den „Unboxed Process“ entworfen. Mehrere Teile des Fahrzeugs werden parallel montiert, darunter die Bodengruppe mit der Batterie, und am Ende verheiratet. Erstes Modell soll das Tesla Cybercab ab 2027 sein.
- Leapmotor hat mit dem Leapmotor C01 2022 eine CTC-Lösung mit CATL-Zellen herausgebracht. Ab 2024 wurde mit LEAP3.0 der elektrische Teil der Platform auf 800 Volt angehoben. Erstes Modell ist der Leapmotor C10. Stellantis übernimmt diese Platform.[23]
- Xpeng hat im April 2023 die „Fuyao“-Architektur vorgestellt, wobei schlicht der Deckel des Batteriepacks als Fußboden des Fahrgastraums gemeint ist.[24] Der elektrische Teil der SEPA 2.0 FUYAO-Plattform ist 2024 auf 800 Volt angehoben und wird im Xpeng G6 eingesetzt.[25] Dies ist die neuere Platform, während Volkswagen China die ältere des Xpeng G9 übernommen hat.

## Einflüsse auf die nutzbare Kapazität
Im Betrieb kann nicht die gesamte Nennkapazität genutzt werden. Zum einen wird die nutzbare Kapazität bis zum Absinken auf die festgelegte Schlussspannung bei hohen entnommenen Strömen geringer (siehe Peukert-Effekt), zum anderen bestimmt bei seriellen Verschaltungen die Zelle / der Zellblock mit der geringsten Kapazität die nutzbare Kapazität ohne schädigende Tiefentladung.
Die Zellen einer Antriebsbatterie weisen fertigungsbedingt sowie durch Nutzungseinflüsse auch immer Unterschiede in der Kapazität und Stromabgabe (innerer Widerstand) auf. Da dadurch im Betrieb die Zellen unterschiedlich belastet werden, kommt es zu einem Auseinanderdriften, was die nutzbare Kapazität der gesamten Batterie verringert. Während die Kapazität der besten Zellen nie gänzlich ausgenutzt werden kann, werden die schwachen Zellen regelmäßig überlastet, tiefentladen oder überladen. Auch um diese Effekte zu verringern bzw. zu vermeiden, werden bei modernen Antriebsakkumulatoren Balancer und Batteriemanagementsysteme (BMS) eingesetzt.
Auch tiefere Temperaturen verringern die Fähigkeit der Antriebsbatterie zur Abgabe hoher Ströme und verstärken den Peukert-Effekt, da sich generell die Beweglichkeit der Elektronen verringert. Um diesem Effekt entgegenzuwirken und da verschiedene Akkutechnologien bei tieferen Temperaturen unbrauchbar werden, sind Antriebsbatterien oft auch mit einer zusätzlichen Heizung ausgestattet (Konditionierung). Diese kann durch eine Wärmepumpe erfolgen oder übernimmt entweder während der Verbindung zum Stromnetz die Temperierung oder heizt sich aus ihrem Energiegehalt selbst. Dadurch und durch zusätzliche Verbraucher wie elektrische Innenraumheizung oder Klimaanlage verringert sich die winterliche Reichweite, obwohl der nutzbare Energiegehalt der Antriebsbatterie auch im Winter zur Verfügung steht. Auch das Laden und die Rekuperation wird durch Wärme positiv beeinflusst.
Die Entladetiefe der Akkuzellen wird zugunsten der Lebensdauer oft durch das Batteriemanagementsystem begrenzt, meist auf 60–80 % der Nennkapazität. Vor allem bei Verbrauchsberechnungen und Vergleichen von verschiedenen Antriebsbatterien müssen diese Umstände beachtet werden. Diese „Nutzkapazität“ wird vom Autohersteller selten ausgewiesen, sondern als nutzbarer Bereich der Nennkapazität beschrieben. So wird beim Chevrolet Volt bzw. Opel Ampera ein nutzbares Akkufenster von 30 bis 80 % angegeben, das sind (zugunsten der Haltbarkeit) lediglich 50 % der Nennkapazität von 16 kWh.

## Lebensdauer und Zyklenfestigkeit
Plug in America führte unter Fahrern des Tesla Roadster bezüglich der Lebensdauer der verbauten Akkus eine Umfrage durch. Dabei ergab sich, dass nach 160.000 km die Akkus noch eine Restkapazität von 80 bis 85 Prozent hatten. Dies war unabhängig davon, in welcher Klimazone das Fahrzeug bewegt wurde. Der Tesla Roadster wurde zwischen 2008 und 2012 gebaut und verkauft.
Lithium-Eisenphosphat-Akkumulatoren, die als Antriebsakkus eingesetzt werden, erreichen nach Herstellerangaben mehr als 5000 Zyklen bei einer Entladetiefe von 70 %.
Das (vor 2019) meistverkaufte Elektroauto ist der Nissan Leaf, der seit 2010 produziert wird. Nissan gab 2015 an, dass bis dahin nur 0,01 % der Akkus wegen Defekt oder Problemen ausgetauscht werden mussten und dies auch nur aufgrund extern zugefügter Schäden. Dabei gab es vereinzelt Fahrzeuge, die bereits mehr als 200.000 km gefahren sind. Auch diese hätten keine Probleme mit dem Akku.
Die Haltbarkeit von Akkus verbesserte sich über die Jahre durch neuere Zellchemie deutlich weiter. Während eine Studie von 2019 ergeben hatte, dass Akkus von Elektroautos pro Jahr etwa 2,3 % Prozent ihrer Kapazität verlieren, verringerte sich diese Degradation bis 2024 auf nur noch 1,8 %, wodurch Laufzeiten von mehr als 15 Jahren möglich sind. Im Vergleich beträgt in Deutschland die durchschnittliche Lebensdauer von Verbrennerfahrzeugen 12 Jahre. Nach einer deutschen Studie verläuft die Degradation im Labor zwar linear, doch die Untersuchung mit 7000 Elektroautos ergab, dass die Kapazität der Akkus nach 100.000 km bei über 90 Prozent lag und sich danach kaum noch verschlechterte. Danach sind Akkus auch bei einer Laufleistung von 300.000 km meist noch voll alltagstauglich. Jedoch kann häufiges Schnellladen und starkes Beschleunigen die Werte der Akkus verschlechtern. Ebenso sollten lange Standzeiten mit vollem Akku und Tiefentladungen vermieden werden.

## Ladezeiten

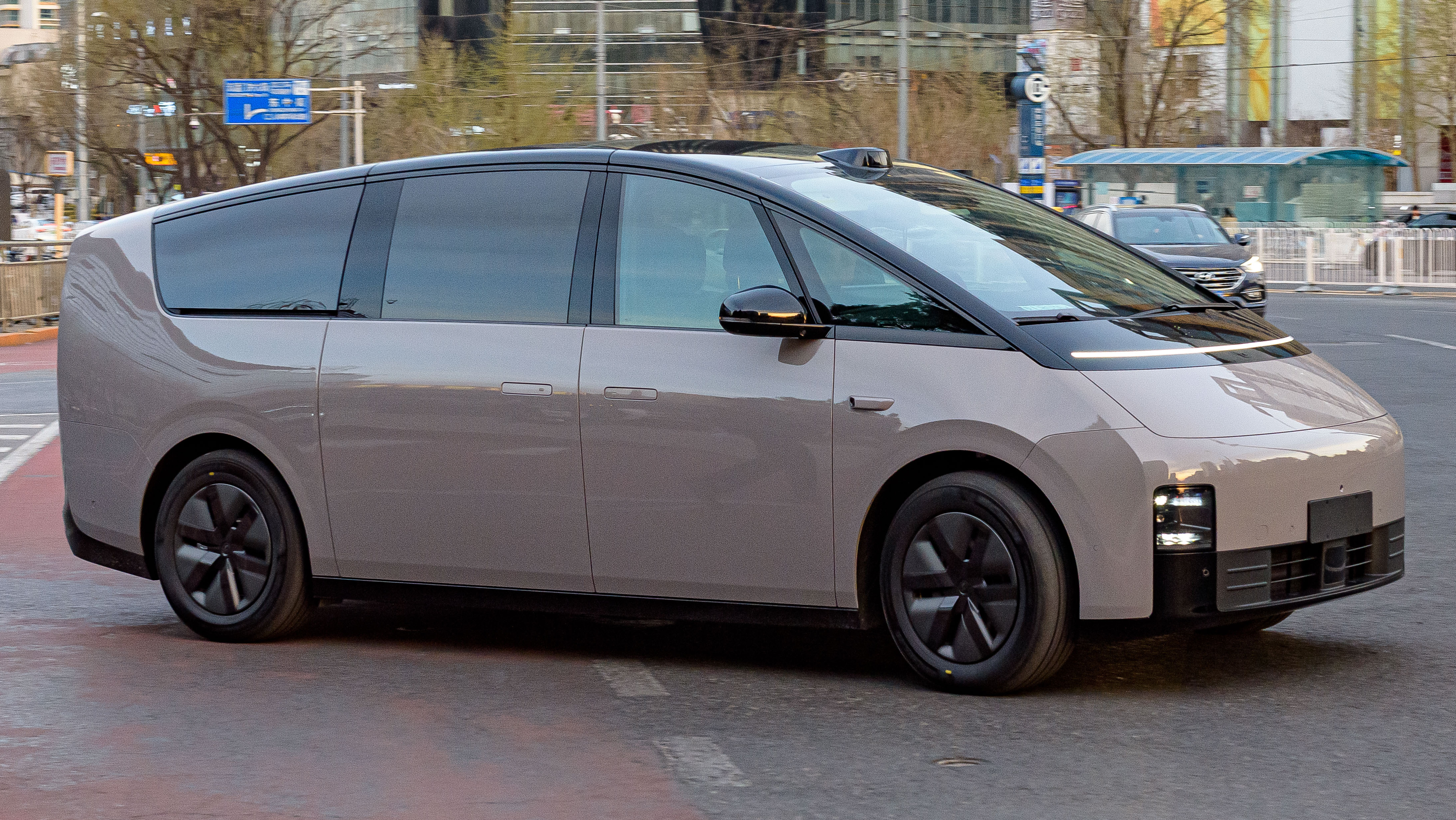
Li Mega, Laderate 5C, aufladen von 10 auf 80 Prozent in 10 Minuten

Beim Elektroauto Li Xiang Mega kann der Akku in 10 Minuten von 10 auf 80 Prozent aufgeladen werden. Die Laderate beträgt dort 5C (Stand 2024). Das Elektroauto Hyundai Ioniq 5 kann in 18 Minuten von 0 auf 80 Prozent aufgeladen werden. Die Ladeleistung von Ladesäulen beträgt in Europa bis zu 600 kW (siehe Ladestation). Typische Laderaten von modernen Antriebsbatterien (Stand 2024) liegen bei 4C oder 5C, das entspricht einer Ladedauer von 12 bis 15 Minuten. Dabei gibt C direkt die Ladedauer an, wie etwa 4C führt zur Ladedauer 1⁄4 Stunde, und 5C führt zur Ladedauer 1⁄5 Stunde (siehe Laderate).
Auto Motor und Sport hat im Februar 2025 die Ladezeiten von einigen Elektroautos von 10 auf 80 Prozent real getestet. Auf Platz eins im Test kam der Porsche Taycan mit 18 Minuten Ladezeit. Auf Platz zwei die Autos Hyundai Ioniq 5, Hyundai Ioniq 6, Kia EV6 und Genesis GV70 mit ebenfalls 18 Minuten Ladezeit. Auf Platz drei der Lotus Eletre / Lotus Emeya mit 20 Minuten. Weitere folgten mit fast ähnlichen Ladezeiten.
BYD stellte im März 2025 eine neue Generation seiner LFP-Blade-Batterie vor, die mit einer Laderate von 10C geladen werden kann. D. h. der Akku kann theoretisch in 6 Minuten aufgeladen werden.
CATL stellte im April 2025 die zweite Generation seiner LFP-Shenxing-Batterie vor, die mit einer Laderate von 12C geladen werden kann. D. h. der Akku kann theoretisch in fünf Minuten geladen werden. Die maximale Ladeleistung liegt bei über 1,3 MW. Bei −10 Grad Celsius soll der Akku noch in 15 Minuten von 5 auf 80 Prozent laden.

## Einsatzbeispiele

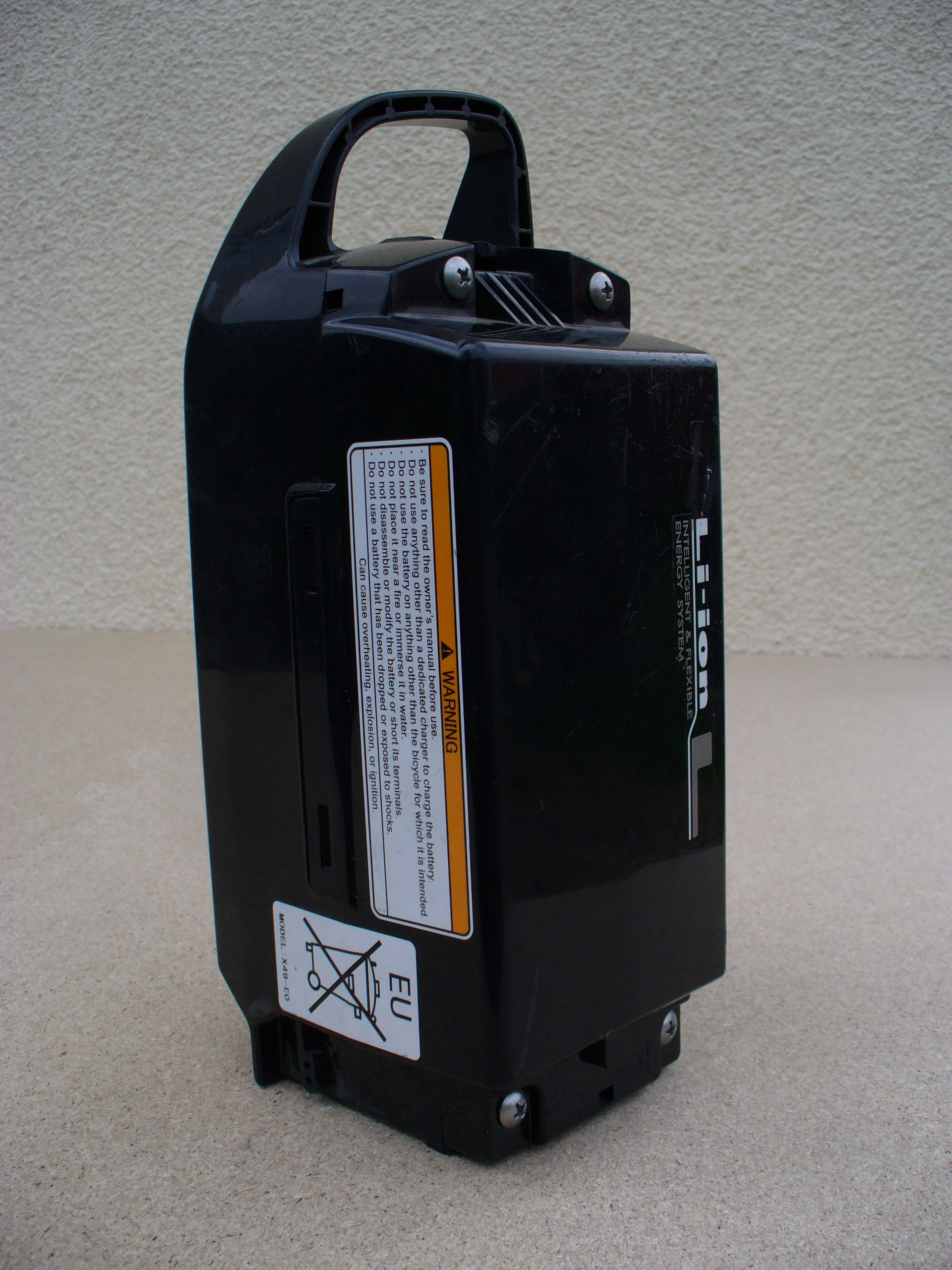
Antriebsbatterie für ein Pedelec als herausnehmbarer Akkupack

In modernen Elektrofahrrädern/Pedelecs kommen aus Platz- und Gewichtsgründen fast ausschließlich Lithium-Ionen-Akkumulator (Akkumulatoren auf Lithiumbasis) zum Einsatz. Anfänglich eingesetzte Bleiakkumulatoren haben sich nicht bewährt.
Bei Elektromotorrollern sind als Antriebsbatterien verschiedenste Akkusysteme im Einsatz. Auch hier gilt der Bleiakkumulator als veraltet, NiCd als bewährt und Batterien auf Lithiumbasis als leistungsstark.
Beim Einsatz in Hybridfahrzeugen werden derzeit (2024) fast ausschließlich Antriebsbatterien vom Typ Lithium-Ionen-Akkumulator verwendet. Vereinzelt werden noch Nickel-Metallhydrid-Akkumulatoren eingesetzt. Die früher verwendeten Bleiakkumulatoren und Nickel-Cadmium-Akkumulatoren werden kaum noch verwendet.
In Elektroautos kommen seit 2006 fast nur noch Lithium-Ionen-Akkumulatoren zum Einsatz (siehe z. B. Wrightspeed X1, Venturi Fétish, Think City, AC Propulsion eBox und Tesla Roadster). Seit 2023 kommen auch Natrium-Ionen-Akkumulatoren zum Einsatz wie z. B. in den Elektroautos EV3 von JMEV, JAC E10X und BYD Seagull. Durch die Verwendung von Natrium statt Lithium sind diese Akkus deutlich günstiger und umweltfreundlicher als Lithium-Akkumulatoren, haben jedoch eine schlechtere Energiedichte. Die Akkus sind zudem nicht mehr brennbar und können in einem deutlich größeren Temperaturbereich arbeiten als Lithium-Ionen-Akkus, d. h. müssen kaum noch klimatisiert werden. Seit 2023 werden auch Festkörperakkumulatoren eingesetzt z. B. bei Nio ET7, Nio ES8, Mercedes-Benz Bus eCitaro, IM L6. Diese zeichnen sich durch deutlich höhere Energiedichten und Leistungsdichten aus, d. h. der Akku wird bei gleicher Lademenge kleiner und leichter und das Laden und Entladen geht deutlich schneller. Akkus mit 150 kWh und Reichweiten von 1000 km werden damit möglich. Zudem sind solche Akkus nicht mehr brennbar. Wegen fehlender Flüssigkeiten können diese Akkus in einem weiten Temperaturbereich arbeiten und müssen kaum noch klimatisiert werden.
In U-Booten wurden und werden Antriebsbatterien für Unterwasserfahrten eingesetzt.
Auch elektrisch angetriebene Parkeisenbahnen verwenden Antriebsbatterien, sofern die Strecke nicht mit Oberleitungen oder Stromschienen versehen ist. Ein Beispiel ist die Panoramabahn im Europa-Park, deren Batterien an den vier Bahnhöfen induktiv aufgeladen werden.
In Solarfahrzeugen werden aus Gewichts- und Volumengründen ausschließlich moderne Hochleistungsbatterien auf Lithiumbasis eingesetzt. Das weltgrößte Solarfahrzeug, der Katamaran Tûranor PlanetSolar, besitzt die derzeit mit 1,13 MWh auch weltgrößte Lithium-Antriebsbatterie. Deren Zellen stammen vom thüringischen Zellproduzenten Gaia Akkumulatorenwerk GmbH.
Antriebsbatterien aus geschlossenen Bleiakkumulatoren werden in elektrischen Gabelstaplern eingesetzt und dienen dort zugleich als Gegengewichte zur Stapelware, um mithilfe der Gegengewichte eine bestimmte (größere) physikalische Masse transportieren zu können. Auch in fahrerlosen Transportsystemen bei ebenen Anwendungen werden sie noch eingesetzt. Das hohe Gewicht und die starke Temperaturabhängigkeit wirken sich nachteilig bei Höhenunterschieden bzw. Steigungen und im Winterbetrieb aus. Daher sind sie für die Anwendung im Elektrofahrrad, in Elektrorollern und Elektroautos weniger geeignet.
Im September 2019 meldete Tesla, Inc. ein Patent für VC-Lithiumbatterien mit modifizierten Elektroden an, die noch im Jahr 2020 verbaut werden sollen und 20 Jahre und 1,8 Mio. km (mehr als 1 Mio. Meilen) Lebensdauer (nicht Reichweite) halten sollen gegenüber der bisherigen Technik mit NMC-Elektroden, die bis 500.000 Meilen (ca. 804.672 km) Lebensdauer erreichten.

## Umweltaspekte
Antriebsbatterien bestehen aus Einzelzellen, die sowohl in der Größe (Kapazität) als auch in der Anzahl der Einzelzellen (Spannung) deutlich über den Gerätebatterien liegen. Daher enthalten sie größere Mengen einzelner Rohstoffe, sodass nach der Nutzung eine Rückführung in den Stoffkreislauf (Recycling) volkswirtschaftlich und ökologisch sinnvoll und notwendig ist. Für Starterbatterien und Antriebsbatterien als Bleiakkumulator wurde daher in Deutschland mit der Batterieverordnung ein Batteriepfand von 7,50 Euro/Stück eingeführt. Die Rückführungsquote liegt bei über 90 %.
Für moderne Lithium-Ionen-Akkumulatoren existiert eine solche Pfandlösung noch nicht.

## Sicherheit
Zu Lithium-Antriebsbatterien ist bekannt, dass Fahrzeugbrände mit Beteiligung der Batterien vorkommen können und schwierig zu bekämpfen sind. Anfang der 2010er Jahre wurde in mehreren technischen Gutachten auf diese Gefahren hingewiesen. Neben der Gefahr für die Fahrzeuginsassen ist seitdem das Problem zur Brandbekämpfung durch die Feuerwehr bekannt.

## Preisentwicklung

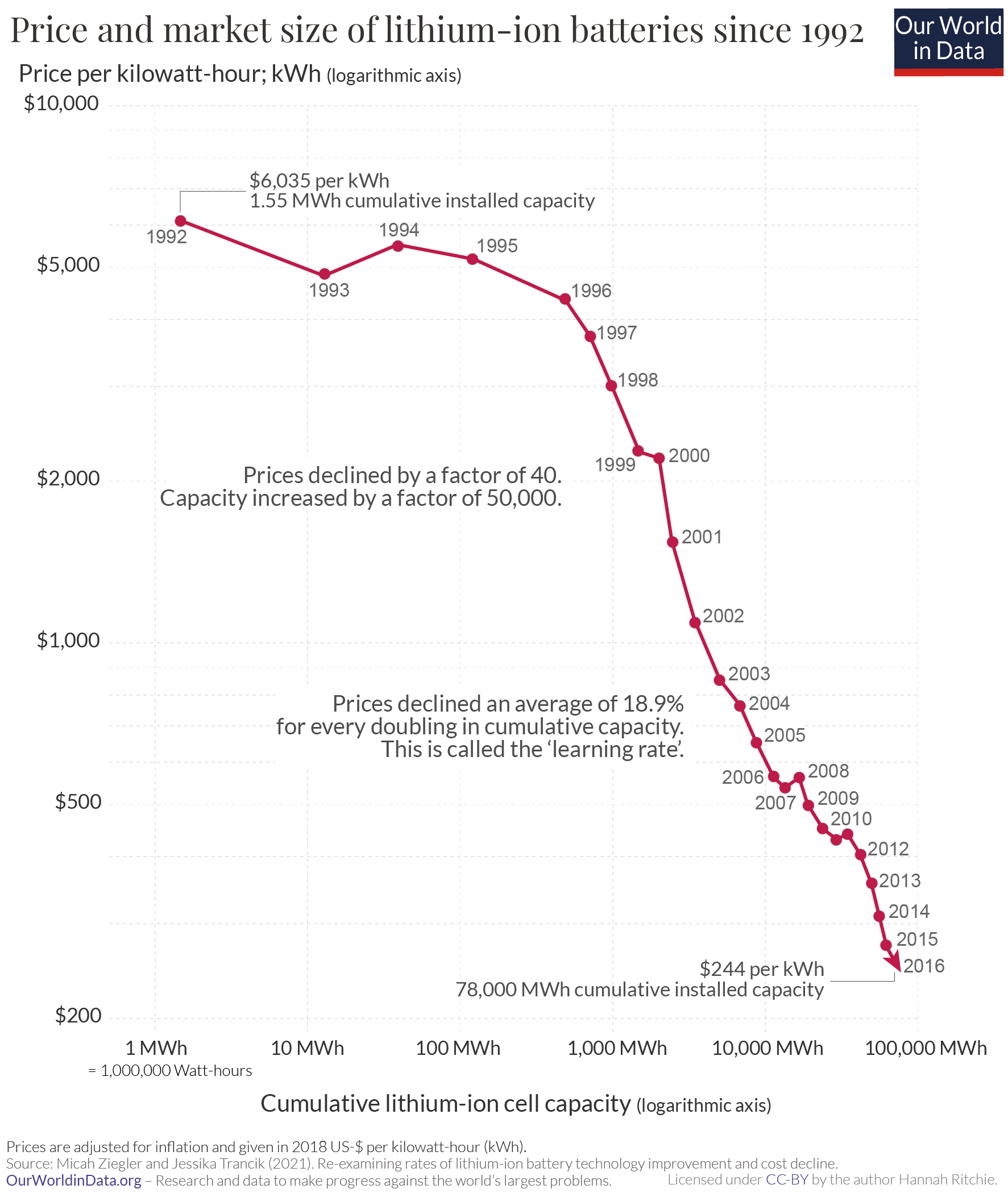
Lernkurve von Lithium-Ionen-Batterien: Der Preis für Batterien ist in drei Jahrzehnten um 97 % gesunken.

Die Preise für Antriebsbatterien sind wegen der verfügbaren und preiswerten Ausgangsmaterialien nur in geringem Maß durch die Rohstoffe bestimmt. Während bei Einzel- und Kleinserienfertigung von Lithium-Ionen-Akkumulatoren 2008–2010 Preise von teils deutlich über 500 €/kWh Nennkapazität genannt wurden, fielen sie für die ersten in Serie gefertigten Batterien 2012 auf 280–350 €/kWh. 2013 bezifferte Li-Tec den Preis auf 200 €/kWh und suchte damals Partner, um die kostengünstige Massenproduktion umzusetzen. Der Preis einer Einzelzelle soll 2016 nach Angaben von General Motors etwa 145 $/kWh (ca. 127 €/kWh) entsprechen, der der Batterie 300 $/kWh (etwa 263 €/kWh). Eric Feunteun, Leiter der Sparte Elektromobile bei Renault, teilte im Juli 2017 mit, dass Renault eine Akkukapazität von 1 kWh 80 Dollar kostet. Ursache des Preisverfalls ist die anlaufende Massenproduktion, die die Stückkosten durch bessere Technologien und Skaleneffekte deutlich verringert. Allerdings werden die sinkenden Produktionskosten nur verzögert an die Kunden weitergegeben, da auf diesem Markt, speziell in Deutschland, durch die wenigen Angebote nur ein geringer Preisdruck besteht.
Die Zellen der Antriebsbatterie des Mitsubishi i-MiEV von 16 kWh für etwa 150 km Reichweite kosteten im Jahr 2013 etwa 3.200 Euro in der Herstellung.
Im Juli 2024 hat Bloomberg New Energy eine Studie veröffentlicht, nach der die Preise für Lithium-Eisenphosphat-Akkumulatoren innerhalb der letzten zwölf Monate um 51 Prozent auf 53 USD pro kWh gefallen sind. Ein Jahr davor lag der Preis noch bei 95 USD pro kWh. Ein Grund dafür seien die stark gefallenen Rohstoffpreise. Ein zweiter Grund seien Überkapazitäten in der Produktion. Ein weiterer Grund sei, dass die Technologie sowie die Herstellungsprozesse deutlich verbessert wurden. Dieser Preisverfall hätte zur Folge, dass nunmehr Elektroautos günstiger seien als Autos mit Verbrennungsmotor z. B. in China, dem weltweit größten Automarkt. Bereits 2/3 der Elektroautos in China seien günstiger als vergleichbare Autos mit Verbrennungsmotor. Es würde jedoch noch etwas dauern, bis diese Preise außerhalb von China angekommen seien.

## Marktentwicklung
Im Jahr 2024 wurden weltweit 894,4 GWh Akkus für Elektrofahrzeuge produziert. Dies war ein Wachstum von 27,2 Prozent zum Vorjahr.
CATL produzierte 339 GWh, fast 38 Prozent Marktanteil und war damit auf Platz 1. Diese Akkus werden von Firmen wie Tesla, BMW, Mercedes-Benz, VW, Zeekr, Li Auto usw. verbaut. BYD produzierte 154 GWh, ein Marktanteil von 17,2 Prozent und liegt damit auf Platz 2. LG Energy Solution aus Südkorea produziert 96 GWh und lag damit auf Platz 3. Diese Akkus werden von Tesla, VW, Chevrolet und Ford verwendet. CALB liegt auf Platz 4 mit 39,4 GWh. Diese Akkus werden in Nio, Geely, BAC und Xiaomi verbaut. SK On mit 39 GWH liegt auf Platz 5. Diese Akkus werden in Hyundai, Kia, Mercedes-Benz, Ford und Volkswagen verbaut. Danach kommen Panasonic mit 35 GWh und Samsung SDI mit 30 GWh. Letztere Akkus werden bei BMW, Rivian und Audi verbaut.

## Werkstoffspezifische Einteilung und praxisbezogene Hinweise
Üblicherweise werden die Antriebsbatterien nach den Materialien, die für die galvanischen Zellen verwendet werden, unterschieden. Wegen der Vielzahl unterschiedlicher Systeme können nur allgemeine Handlungsempfehlungen gegeben werden. Bezugspunkt sollten immer die jeweiligen Herstellerempfehlungen sein, wobei auch die Möglichkeit einer abweichenden, schonenderen Nutzung geprüft werden sollte, um einer möglichen geplanten Obsoleszenz entgegenzuwirken und die Wirtschaftlichkeit (Kosten/Kilometer über die Nutzungsdauer) zu erhöhen.

### Lithium-Ionen-Akkumulator
Lithium-Ionen-Akkusysteme wurden seit 2009 zur bevorzugten Variante der Antriebsbatterien. In Elektroautos kamen 2014 fast nur noch Lithium-Ionen-Akkumulatoren zum Einsatz, beispielsweise Mitsubishi i-MiEV, Tesla Model S, BMW i3, Renault Zoe, Nissan Leaf, VW e-up!. „Lithium-Ionen-Akkumulator“ ist ein Oberbegriff für eine Vielzahl verschiedener Varianten von Akkumulatoren mit verschiedenen Eigenschaften.
- Sowohl an der unteren wie an der oberen Zellspannungsgrenze setzen Prozesse ein, die die Lebensdauer der Akkus verringern oder sie zerstören. Elektronische Steuerungen (Balancer/BMS) sorgen in der Regel sowohl bei der Ladung als auch bei der Entladung für die Einhaltung der Grenzspannungen.
- Der optimale Betriebsbereich ist bei einer mittleren Entladetiefe in dem breiten Betriebsbereich, in welchem die Spannungen nur gering um die Nennspannung schwanken. Häufiges Nachladen, flache Zyklen sind empfohlen. Ständiges Vollladen ist aber ebenso wie tiefes Entladen ungünstig für die Lebensdauer. Nach Vollladung sollte die Antriebsbatterie genutzt werden. Eine längere Lagerung bei Nichtnutzung sollte nicht über etwa 95 % Ladezustand erfolgen.

- Während Lithium-Eisenphosphat-Akkumulatoren (LiFePO4, LFP) eher unempfindlich gegen Minustemperaturen sind, vor allem bei der Entladung, werden andere Akku-Typen (LiPo) bei Frost zerstört. Die beste Leistungsfähigkeit von LiFePO4-Akkus erhält man bei 25–35 °C, allerdings verstärken höhere Temperaturen den schleichenden Kapazitätsverlust durch Alterung.

Durch Konfliktrohstoffe und steigender Preise der Materialien hat sich die verwendete Zellchemie der Lithium-Ionen-Akkumulatoren für Antriebsbatterien im Laufe der 2010er Jahre verändert. Die meisten Hersteller setzten zuerst auf NMC-Akkumulatoren, bei denen die Anteile von Nickel:Mangan:Cobalt anfänglich mit 1:1:1 gleich groß waren, später NMC-111 genannt. Über mehrere Stufen von NMC-532 und NMC-622 verschob sich das Verhältnis zu NMC-811 ab 2019. Tesla verwendete auch NCA-Akkumulatoren. Mit neuen Packungsdichten bei LFP-Akkumulatoren ab Ende 2019 kam es zu einer Renaissance dieser Zellchemie, die im Vergleich zu NMC eine geringere Energiedichte hat – lag der Marktanteil LFP Anfang 2020 noch bei 1 Prozent, stieg er weltweit auf 20 Prozent bis Ende 2021. Tesla erwartet bis Ende 2022 einen Anteil von 75 Prozent LFP in seiner Produktion.

### Natrium-Ionen-Akkumulator
Mit Stand 2023 sind auch erste E-Auto-Modelle mit Natrium-Ionen-Akkumulatoren erhältlich (z. B. BYD Seagull, JAC E10X und EV3 von JMEV). Diese Akku-Art erreicht nicht die Energiedichte eines hochwertigen Lithium-Ionen-Akkus, weist gegenüber diesen jedoch mehrere Vorteile auf. Unter anderem sind sie aufgrund der Nutzung von Allerweltsmaterialien wie Natrium statt Lithium deutlich günstiger, benötigen kein Cobalt oder Nickel, sind weniger anfällig für Überhitzung und halten länger. Als Vorteilhaft werden solche Akkus vor allem dort gesehen, wo es eher auf niedrige Kosten als auf hohe Energiedichte und niedriges Gewicht ankommt, beispielsweise günstige E-Autos für den Kurzstreckenverkehr, die keine große Reichweite benötigen.

### Festkörperakkumulator
Seit 2023 werden auch Festkörperakkumulatoren eingesetzt, z. B. bei Nio ET7, Nio ES8, Mercedes-Benz Bus eCitaro, IM L6. Diese zeichnen sich durch deutlich höhere Energiedichten und Leistungsdichten aus, d. h. der Akku wird bei gleicher Lademenge kleiner und leichter und das Laden und Entladen geht deutlich schneller. Akkus mit 150 kWh und Reichweiten von 1000 km werden damit möglich. Zudem sind solche Akkus nicht mehr brennbar. Sie haben meist eine sehr lange Lebensdauer und können wegen fehlender Flüssigkeiten in großen Temperaturbereichen arbeiten, weshalb diese kaum noch klimatisiert werden müssen. Als Beispiel der Akku des Bonner Unternehmens High Performance Battery, der mehr als 12.500 Ladezyklen ohne nennenswerten Kapazitätsverlust übersteht und bei Temperaturen von −40 Grad Celsius bis +60 Grad Celsius arbeiten kann.

### Bleiakkumulator
Bleiakkumulator-Systeme waren in Deutschland vor 2010 die am häufigsten verwendeten Antriebsbatterietypen. Trotz äußerlicher Ähnlichkeit unterscheiden sie sich im Aufbau und der Verwendung von Starterbatterien, da sie auf höhere Energiedichte und längere Zyklenfestigkeit optimiert sind, Starterbatterien dagegen auf hohe Leistungsdichte (kurzzeitige hohe Stromabgabe).
Um die Lebensdauer zu maximieren, sollte die Belastung und Entladetiefe gering gehalten werden, was oftmals konstruktiv schwer umsetzbar ist (Verhältnis Kapazität zu geforderter Leistung). Generell wird empfohlen, Bleiakkumulatoren nach jeder Nutzung zeitnah mit hohen Strömen aufzuladen und möglichst nicht tief zu entladen (flache Zyklen). Eine geringe Entladetiefe von lediglich 30 % der Nennkapazität kann dabei die Lebensdauer vervielfachen. Batteriemanagementsysteme sind kaum verfügbar, ein praktischer Einsatz ist lediglich mit dem BADICHEQ-System (BAttery DIagnostic & CHarge EQualizing) im Hotzenblitz bekannt. Ein Ladungsausgleich kann mit PowerCheq-Balancern zwischen Zellblöcken, nicht aber zwischen den Einzelzellen realisiert werden. Ein Betrieb bei winterlichen Temperaturen ist ohne Heizung kaum möglich. Auch das Laden bei kaltem Akku kann nur mit geringeren Strömen und höheren Eigenverlusten erfolgen. Die Lagerung sollte in voll geladenem Zustand bei niedrigen Plus-Temperaturen erfolgen, zeitliche Kontrolle und Nachladung sind wegen der hohen Selbstentladung notwendig.

### Nickel-Cadmium-Akkumulator
Nickel-Cadmium-Akkusysteme hatten früher eine weite Verbreitung gefunden, da sie sehr robust und langlebig sind. In Europa werden sie als Nasszellen vorrangig von der Firma Saft gefertigt und wurden auch in verschiedenen französischen Elektroautos eingesetzt. Allerdings enthalten sie das giftige Cadmium. Obwohl das europaweite Verbot NiCd-Traktionsakkus derzeit noch ausklammert, wurden sie von neueren Technologien vor allem auf Lithiumbasis verdrängt. Auch leiden NiCd-Akkus unter dem reversiblen Memory-Effekt, der in zeitlichen Abständen zum Kapazitätserhalt eine vollständige Entladung und gezielte Ausgleichsladung/Überladung erfordert. Generell werden NiCd-Akkus daher tiefer gezykelt und auch nicht nach jedem Gebrauch nachgeladen. Sie gelten als robust und auch noch bei tiefen Temperaturen einsetzbar.

### Nickel-Metallhydrid-Akkumulator
Der Nickel-Metallhydrid-Akkumulator wurde aufgrund seiner hohen Energiedichte erfolgreich als Antriebsakku eingesetzt (Bsp.: General Motors EV1), jedoch verhinderten patentrechtliche Sanktionen eine Fertigung hoch kapazitiver Zellen (mehr als 10 Ah) und damit eine stärkere Verbreitung und Weiterentwicklung. Daher sind im Antriebsbereich keine BMS und nur schwer passende Ladegeräte verfügbar, wogegen NiMH-Akkus im Konsumerbereich Standard sind.
Bei der Nutzung ist starkes Überladen zu vermeiden, da es die Alterung durch die Erwärmung beschleunigt und eine exotherme Reaktion (thermisches Durchgehen) möglich ist, was zum Brand führen kann. Die Ladeabschaltung nach Delta Peak sollte mindestens mit einer thermischen Abschaltung kombiniert sein. Die beste Leistungsfähigkeit erzielt man bei etwa 25 °C, die Lebensdauer kann bei entsprechender Nutzung >10 Jahre betragen (siehe Toyota Prius).

### Thermalbatterie
Auch Thermalbatterien wie die Zebra-Batterie wurde als Antriebsakkumulator eingesetzt. Sie eignet sich vor allem für regelmäßigen bzw. Dauereinsatz, da dann die systembedingten Energieverluste vernachlässigbar sind. Der Vorteil liegt vor allem in der hohen Betriebssicherheit und der uneingeschränkten Wintertauglichkeit, da durch die hohen Betriebstemperaturen die Umgebungstemperatur keinen Einfluss hat. Ausfallende Zellen werden niederohmig und verringern zwar die Kapazität, verhindern aber nicht die Nutzung.

### Superkondensatoren

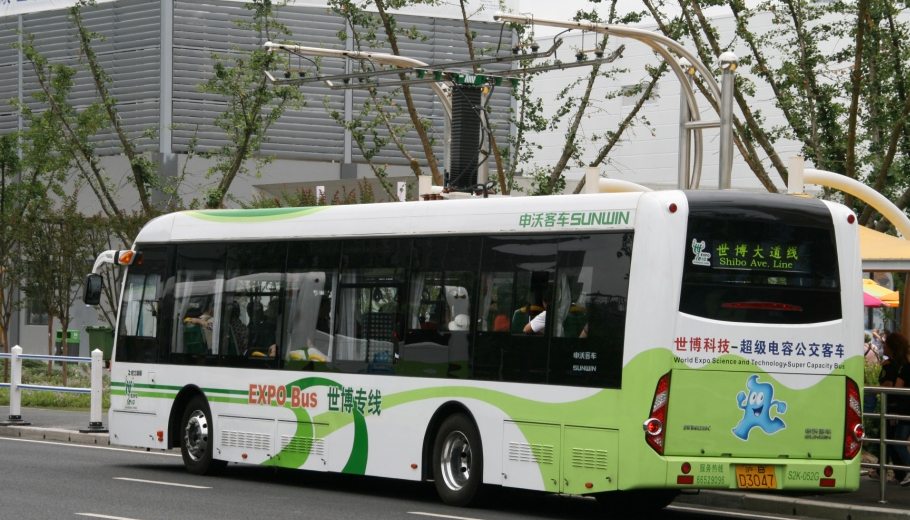
Capabus beim Aufladen in der Haltestelle auf der Expo 2010 in Shanghai

Es gab ab 2008 Versuche, Doppelschicht-Kondensatoren und Akkumulatoren zu kombinieren. Der Doppelschicht-Kondensator übernimmt hierbei die Spitzenlast, um mit ihrer hohen spezifischen Leistung schnell verfügbare Energie zu speichern, um Batterien innerhalb sicherer Widerstandserwärmungsgrenzen zu halten und die Batterielebensdauer zu verlängern. Der MAN Lion’s City wird in einer Hybridversion in einer Kleinserie produziert, bei der Doppelschicht-Kondensatoren eingesetzt werden. In Shanghai/China fahren hingegen experimentelle Busse, die Doppelschicht-Kondensatoren als einzigen Speicher für Antriebsenergie verwenden und an den Haltestellen aufladen. Doppelschicht-Kondensatoren sind als Energiespeicher dem Akkumulator zwar insbesondere in der Leistungsdichte und praktisch allen Kennwerten außer der Energiedichte weit überlegen. Sie erreichen nur etwa 5 Wh/kg und sind damit etwa um den Faktor zwanzig schlechter als Akkumulatoren. Doppelschicht-Kondensatoren haben jedoch kaum eine Beschränkung beim Lade- und Entladestrom. Dies ist vor allem beim Nutzbremsen und Anfahren ein Vorteil. Charakteristisch ist die Selbstentladung, die typischerweise höher als die von Akkumulatoren ist. Die Anzahl der Ladezyklen kann bis zu 106 betragen. Kritisch für die Lebensdauer sind erhöhte Temperaturen. Wegen des anderen Spannungsverlaufes eines Kondensators (proportional zur Wurzel der gespeicherten Energie) können Akkumulatoren jedoch nicht einfach gegen Doppelschicht-Kondensatoren getauscht werden – andere Fahrtregler für stark variable und niedrige elektrische Spannungen sind notwendig, da sonst nur ein Teil der gespeicherten Energie genutzt werden kann.
Im Januar 2020 erklärte Elon Musk, CEO von Tesla, dass die Fortschritte in der Li-Ionen-Batterietechnologie Ultrakondensatoren für Elektrofahrzeuge überflüssig gemacht hätten.